# Sira (2023)
Sira ist ein Film von Apolline Traoré. Der Film thematisiert eine junge Fulani-Nomadin, die sich in der Sahelzone gegen den islamistischen Terror zur Wehr setzt.
Seine Premiere feiert der Film am 21. Februar 2023 in der Sektion „Panorama“ der Berlinale. Sira wurde von Burkina Faso als Beitrag für die Oscarverleihung 2024 als bester Internationaler Film eingereicht.

## Handlung
Die nomadische Familie bereitet sich auf die Hochzeit ihrer Tochter Sira vor und reist durch die Wüste, um zum Dorf des Verlobten Jean Sidi zu gelangen. Der Vater hatte sein Einverständnis einer Hochzeit mit einem Christen gegeben, diese unkonventionelle Entscheidung hat innerhalb der muslimischen Familie Spannungen hervorgerufen. Sira wuchs mit ihren vier Brüdern auf und lernte sich zu behaupten und übernahm auch Aufgaben, die für eine Frau nicht gestattet waren. Während die Familie eine Rast einlegt, wird sie von islamistischen Terroristen überfallen. Die Männer werden erschossen und Sira entführt. Der Anführer der Terrorgruppe vergewaltigte sie und ließ sie in der Wüste liegen. Sie überlebt die Gewalt und läuft ohne Wasser oder Schutzausrüstung tagelang durch die Wüste. Siras Mutter und andere Frauen der Familie setzen die Reise in das Dorf von Jean Sidi fort. Er bricht nach Mitteilung von Siras Entführung zusammen und beschließt, Sira zu suchen.
Ein Greifvogel zeigt Sira, dass sie sich in der Nähe von Menschen befindet, so läuft sie in die Richtung und entdeckt das Lager der Terroristen. In den umliegenden Felsformationen findet sie eine kleine Höhle, wo sie sich versteckt. Als die Dunkelheit anbricht, schleicht sie sich in das Lager und stiehlt Wasser und Nahrung. Auf diese Weise versucht sie zu überleben, bei einer dieser Besorgungen begegnet sie dem Anführer und kann sich nur knapp in dessen Zelt verstecken. Als eines Tages eine Gruppe Sexsklavinnen ins Lager gebracht werden, beschließt Sira, mit ihnen in Kontakt zu treten. Die Frauen werden von einer Aufseherin und den Terroristen streng überwacht. Sira gelingt es, mit den Frauen in Kontakt zu kommen und überzeugt diese, dass sie sich wehren müssen, um eine Chance auf ein Überleben zu haben. Die Frauen unterstützen Sira, indem sie ihr Essen geben und gelegentlich versteckt sie sich in eine Burka gehüllt, bei diesen. Ein Versuch die Autoschlüssel zu entwenden, scheiterte und hatte fatale Konsequenzen für die Frau. Eine der Frauen teilte Sira mit, dass sie schwanger sei, Sira bestritt dies und erzählte von ihrem Verlobten, den sie nicht erreicht hat und hoffte, er würde sie suchen. Nach einigen Monaten erzählte ihr eine der Frauen, ein Terrorist wäre beauftragt worden, Jean Sidi zu ermorden, da er sich auf die Suche nach ihr begeben hatte.
Sira schöpfte neue Hoffnung und die Schwangerschaft bestätigte sich. Während sie schmerzerfüllt im Freien vor der Höhle Übungen machte, um die Schmerzen zu lindern, entdeckte sie einer der Terroristen. Er näherte sich Sira und teilte ihr mit, sie zu unterstützen. Fortan brachte er ihr Nahrung, Wasser und Alltagsgegenstände. Sira bringt ihr Kind in der Höhle zur Welt und ist überzeugt, dass Jean Sidi sie nun ablehnen würde. Der hilfsbereite Terrorist bringt ihr Sprengstoff und ein Maschinengewehr, erklärt den Umgang damit und weiht sie in die Pläne ein, einen Anschlag auf das Lager durchzuführen. Am nächsten Morgen vergräbt Sira den Sprengstoff nahe der Benzintanks und legt ihren Sohn vor das Zelt des Anführers mit der Nachricht Ich bin am Leben. Sie nimmt ihre versteckte Position ein und wartet auf den Augenblick des Anschlages. Kurz bevor dieser sich nähert, holt sie ihren Sohn aus der Kiste und bindet ihn sich auf den Rücken. Der Anschlag auf das Lager gelingt, alle Terroristen sterben und die gefangenen Frauen können fliehen. Die staatliche Armee, zu der der Terrorist gehört, der Sira überleben half, befreite die gefangenen Frauen und als Sira mit einem Auto fortfahren will, kommt ein vermummter Mann auf sie zu. Sie schießt auf ihn, verfehlt ihn und er gibt sich als Jean Sidi zu erkennen. Er nimmt das Kind an sich, während beide im Sand dieses Wiedersehen noch nicht fassen können.

## Produktion
Der Film wurde von Les Films Selmon (Burkina Faso) und Araucania Films (Frankreich) produziert. Den Weltvertrieb übernimmt Wide.
Die Filmmusik komponierte Cyril Morin, der zuletzt für das Filmdrama Das Licht, aus dem die Träume sind von Pan Nalin tätig war. Das Soundtrack-Album mit insgesamt 29 Musikstücken wurde Mitte Oktober 2023 von Editions Musicales Francois als Download veröffentlicht.
Seine Premiere feiert der Film am 21. Februar 2023 in der Sektion „Panorama“ im Berliner Zoo Palast. Zudem wurde Sira in den Wettbewerb des FESPACO 2023 eingeladen. Am 20. Juli 2023 eröffnete der Film das Durban International Film Festival. Im September 2023 wurde er beim Toronto International Film Festival vorgestellt. Im Januar 2024 wurde er beim Palm Springs International Film Festival gezeigt. Im Februar 2024 wird er beim Santa Barbara International Film Festival gezeigt.

## Rezeption

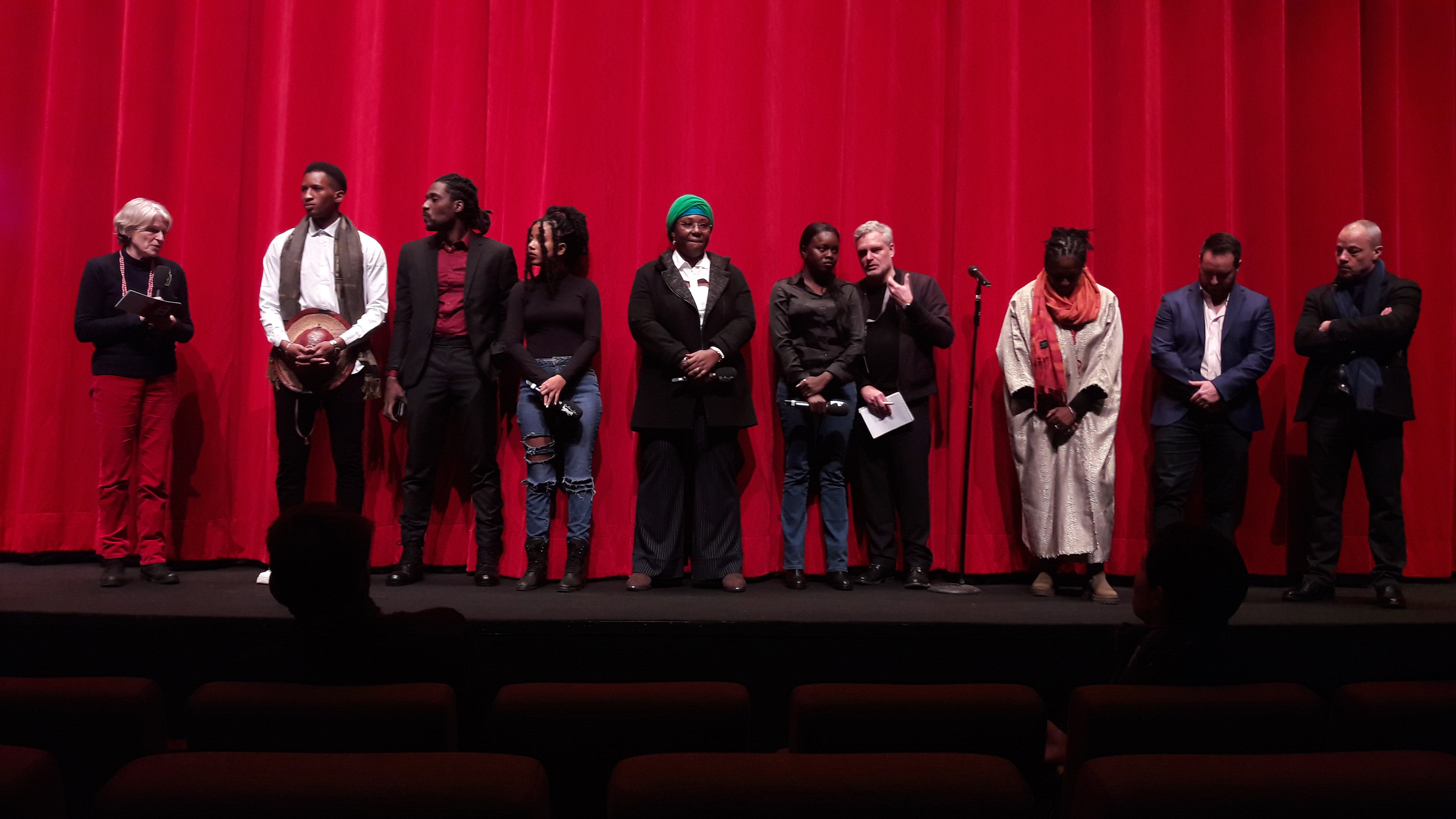
Cast & Crew bei der Berlinale

Auf der Berlinale-Seite heißt es, die „Geschichte eines packenden Überlebenskampfs, in der die weibliche Verschleierung zum Instrument der Gegenwehr wird“ sei eine „feministische Gegenposition zur aktuellen Berichterstattung aus der Region“.
In der Sektion „Panorama“ der Berlinale wurde der Film mit dem Publikums-Preis ausgezeichnet. Zudem erhielt er eine Nominierung für den Amnesty International Filmpreis und als bester fremdsprachiger Film für den FIPRESCI-Preis beim Palm Springs International Film Festival 2024. Sira wurde von Burkina Faso als Beitrag für die Oscarverleihung 2024 als bester Internationaler Film eingereicht.